# 神机世界Evolution
《神机世界Evolution》是一款由Sting制作、ESP发行的类Rogue角色扮演游戏。游戏于1999年1月在Dreamcast发行。
本游戏含有多种不同元素的玩法。
发行之时，《Fami通》给予32/40的分数。